# Lista planetelor minore/183501–183600
Aceasta este Lista planetelor minore/183501–183600; pentru a naviga prin lista completă vezi Lista planetelor minore.
Pentru ale detalii vezi și Proiect:Astronomie sau Portal:Astronomie.
| Nume           | Denumire provizorie | Data descoperirii  | Locul descoperirii  | Descoperitor(i)                       |
| -------------- | ------------------- | ------------------ | ------------------- | ------------------------------------- |
| 183301         | 2003 FU4            | 25 martie 2003     | Wrightwood          | J. W. Young⁠(d)                        |
| 183502 -       | 2003 FM8            | 30 martie 2003     | Socorro             | LINEAR                                |
| 183503 -       | 2003 FP12           | 22 martie 2003     | Kvistaberg⁠(d)       | Uppsala-DLR Asteroid Survey⁠(d)        |
| 183504 -       | 2003 FP15           | 23 martie 2003     | Kitt Peak           | Spacewatch                            |
| 183505 -       | 2003 FY25           | 24 martie 2003     | Kitt Peak           | Spacewatch                            |
| 183506 -       | 2003 FP33           | 23 martie 2003     | Kitt Peak           | Spacewatch                            |
| 183507 -       | 2003 FC36           | 23 martie 2003     | Kitt Peak           | Spacewatch                            |
| 183508 -       | 2003 FE36           | 23 martie 2003     | Kitt Peak           | Spacewatch                            |
| 183509 -       | 2003 FZ40           | 25 martie 2003     | Palomar             | NEAT                                  |
| 183510 -       | 2003 FJ41           | 25 martie 2003     | Palomar             | NEAT                                  |
| 183511 -       | 2003 FV48           | 24 martie 2003     | Kitt Peak           | Spacewatch                            |
| 183512 -       | 2003 FG51           | 25 martie 2003     | Palomar             | NEAT                                  |
| 183513 -       | 2003 FR53           | 25 martie 2003     | Palomar             | NEAT                                  |
| 183514 -       | 2003 FC58           | 26 martie 2003     | Kitt Peak           | Spacewatch                            |
| 183515 -       | 2003 FA65           | 26 martie 2003     | Palomar             | NEAT                                  |
| 183516 -       | 2003 FJ78           | 27 martie 2003     | Kitt Peak           | Spacewatch                            |
| 183517 -       | 2003 FP80           | 27 martie 2003     | Socorro             | LINEAR                                |
| 183518 -       | 2003 FA81           | 27 martie 2003     | Socorro             | LINEAR                                |
| 183519 -       | 2003 FS88           | 28 martie 2003     | Kitt Peak           | Spacewatch                            |
| 183520 -       | 2003 FR90           | 29 martie 2003     | Anderson Mesa       | LONEOS                                |
| 183521 -       | 2003 FM91           | 29 martie 2003     | Anderson Mesa       | LONEOS                                |
| 183522 -       | 2003 FM93           | 29 martie 2003     | Anderson Mesa       | LONEOS                                |
| 183523 -       | 2003 FU93           | 29 martie 2003     | Anderson Mesa       | LONEOS                                |
| 183524 -       | 2003 FV101          | 31 martie 2003     | Socorro             | LINEAR                                |
| 183525 -       | 2003 FK110          | 30 martie 2003     | Kitt Peak           | Spacewatch                            |
| 183526 -       | 2003 FV114          | 31 martie 2003     | Anderson Mesa       | LONEOS                                |
| 183527 -       | 2003 FV118          | 26 martie 2003     | Anderson Mesa       | LONEOS                                |
| 183528 -       | 2003 FT126          | 31 martie 2003     | Kitt Peak           | Spacewatch                            |
| 183529 -       | 2003 FV127          | 31 martie 2003     | Catalina            | CSS                                   |
| 183530 -       | 2003 FV130          | 29 martie 2003     | Anderson Mesa       | LONEOS                                |
| 183531 -       | 2003 FA132          | 27 martie 2003     | Kitt Peak           | Spacewatch                            |
| 183532 -       | 2003 GC27           | 6 aprilie 2003     | Anderson Mesa       | LONEOS                                |
| 183533 -       | 2003 GG29           | 6 aprilie 2003     | Haleakala           | NEAT                                  |
| 183534 -       | 2003 GU38           | 7 aprilie 2003     | Kitt Peak           | Spacewatch                            |
| 183535 -       | 2003 GN45           | 8 aprilie 2003     | Palomar             | NEAT                                  |
| 183536 -       | 2003 GF50           | 4 aprilie 2003     | Kitt Peak           | Spacewatch                            |
| 183537 -       | 2003 GY54           | 4 aprilie 2003     | Kitt Peak           | Spacewatch                            |
| 183538 -       | 2003 GC55           | 4 aprilie 2003     | Anderson Mesa       | LONEOS                                |
| 183539 -       | 2003 HV15           | 27 aprilie 2003    | Socorro             | LINEAR                                |
| 183540 -       | 2003 HC17           | 24 aprilie 2003    | Anderson Mesa       | LONEOS                                |
| 183541 -       | 2003 HV22           | 26 aprilie 2003    | Kitt Peak           | Spacewatch                            |
| 183542 -       | 2003 HH24           | 27 aprilie 2003    | Kitt Peak           | Spacewatch                            |
| 183543 -       | 2003 HN25           | 25 aprilie 2003    | Kitt Peak           | Spacewatch                            |
| 183544 -       | 2003 HZ27           | 26 aprilie 2003    | Kitt Peak           | Spacewatch                            |
| 183545 -       | 2003 HJ35           | 26 aprilie 2003    | Haleakala           | NEAT                                  |
| 183546 -       | 2003 HD38           | 29 aprilie 2003    | Socorro             | LINEAR                                |
| 183547 -       | 2003 HR38           | 29 aprilie 2003    | Anderson Mesa       | LONEOS                                |
| 183548 -       | 2003 HU42           | 29 aprilie 2003    | Kitt Peak           | Spacewatch                            |
| 183549 -       | 2003 HU49           | 29 aprilie 2003    | Socorro             | LINEAR                                |
| 183550 -       | 2003 HU57           | 24 aprilie 2003    | Kitt Peak           | Spacewatch                            |
| 183551 -       | 2003 JU4            | 3 mai 2003         | Kitt Peak           | Spacewatch                            |
| 183552 -       | 2003 JY5            | 1 mai 2003         | Kitt Peak           | Spacewatch                            |
| 183553 -       | 2003 JP10           | 2 mai 2003         | Kitt Peak           | Spacewatch                            |
| 183554 -       | 2003 JP11           | 5 mai 2003         | Kitt Peak           | Spacewatch                            |
| 183555 -       | 2003 JN13           | 6 mai 2003         | Nogales             | Tenagra II⁠(d)                         |
| 183556 -       | 2003 JQ13           | 5 mai 2003         | Anderson Mesa       | LONEOS                                |
| 183557 -       | 2003 KZ2            | 22 mai 2003        | Kitt Peak           | Spacewatch                            |
| 183558 -       | 2003 KT9            | 25 mai 2003        | Anderson Mesa       | LONEOS                                |
| 183559 -       | 2003 KQ12           | 26 mai 2003        | Kitt Peak           | Spacewatch                            |
| 183560 Křišťan | 2003 KO18           | 24 mai 2003        | Kleť                | J. Tichá⁠(d), M. Tichý⁠(d)              |
| 183561 -       | 2003 KC32           | 27 mai 2003        | Kitt Peak           | Spacewatch                            |
| 183562 -       | 2003 LP4            | 5 iunie 2003       | Kitt Peak           | Spacewatch                            |
| 183563 -       | 2003 MD4            | 22 iunie 2003      | Nogales             | M. B. Schwartz⁠(d), P. R. Holvorcem⁠(d) |
| 183564 -       | 2003 MA12           | 29 iunie 2003      | Socorro             | LINEAR                                |
| 183565 -       | 2003 NL2            | 3 iulie 2003       | Reedy Creek         | J. Broughton⁠(d)                       |
| 183566 -       | 2003 NQ2            | 4 iulie 2003       | Haleakala           | NEAT                                  |
| 183567 -       | 2003 OZ10           | 27 iulie 2003      | Reedy Creek         | J. Broughton⁠(d)                       |
| 183568 -       | 2003 OQ11           | 20 iulie 2003      | Palomar             | NEAT                                  |
| 183569 -       | 2003 PN3            | 2 august 2003      | Haleakala           | NEAT                                  |
| 183570 -       | 2003 QJ3            | 19 august 2003     | Campo Imperatore⁠(d) | CINEOS⁠(d)                             |
| 183571 -       | 2003 QK22           | 20 august 2003     | Palomar             | NEAT                                  |
| 183572 -       | 2003 QV31           | 21 august 2003     | Palomar             | NEAT                                  |
| 183573 -       | 2003 QH46           | 23 august 2003     | Palomar             | NEAT                                  |
| 183574 -       | 2003 QJ54           | 23 august 2003     | Socorro             | LINEAR                                |
| 183575 -       | 2003 QP72           | 23 august 2003     | Socorro             | LINEAR                                |
| 183576 -       | 2003 RA5            | 3 septembrie 2003  | Haleakala           | NEAT                                  |
| 183577 -       | 2003 SX11           | 16 septembrie 2003 | Kitt Peak           | Spacewatch                            |
| 183578 -       | 2003 SD19           | 16 septembrie 2003 | Kitt Peak           | Spacewatch                            |
| 183579 -       | 2003 SD25           | 17 septembrie 2003 | Haleakala           | NEAT                                  |
| 183580 -       | 2003 SO33           | 16 septembrie 2003 | Anderson Mesa       | LONEOS                                |
| 183581 -       | 2003 SY84           | 20 septembrie 2003 | Haleakala           | NEAT                                  |
| 183582 -       | 2003 SM127          | 19 septembrie 2003 | Ondřejov⁠(d)         | P. Kušnirák⁠(d)                        |
| 183583 -       | 2003 SV177          | 19 septembrie 2003 | Kitt Peak           | Spacewatch                            |
| 183584 -       | 2003 SF182          | 20 septembrie 2003 | Socorro             | LINEAR                                |
| 183585 -       | 2003 SZ201          | 18 septembrie 2003 | Goodricke-Pigott⁠(d) | R. A. Tucker⁠(d)                       |
| 183586 -       | 2003 SF204          | 22 septembrie 2003 | Kitt Peak           | Spacewatch                            |
| 183587 -       | 2003 SZ246          | 26 septembrie 2003 | Socorro             | LINEAR                                |
| 183588 -       | 2003 SY257          | 28 septembrie 2003 | Socorro             | LINEAR                                |
| 183589 -       | 2003 SO284          | 20 septembrie 2003 | Socorro             | LINEAR                                |
| 183590 -       | 2003 SH294          | 28 septembrie 2003 | Socorro             | LINEAR                                |
| 183591 -       | 2003 SZ312          | 17 septembrie 2003 | Palomar             | NEAT                                  |
| 183592 -       | 2003 SJ313          | 18 septembrie 2003 | Haleakala           | NEAT                                  |
| 183593 -       | 2003 TG16           | 15 octombrie 2003  | Anderson Mesa       | LONEOS                                |
| 183594 -       | 2003 TB53           | 5 octombrie 2003   | Kitt Peak           | Spacewatch                            |
| 183595 -       | 2003 TG58           | 3 octombrie 2003   | Mauna Kea⁠(d)        | Mauna Kea⁠(d)                          |
| 183596 -       | 2003 UV             | 16 octombrie 2003  | Kitt Peak           | Spacewatch                            |
| 183597 -       | 2003 UT14           | 16 octombrie 2003  | Kitt Peak           | Spacewatch                            |
| 183598 -       | 2003 UN35           | 16 octombrie 2003  | Anderson Mesa       | LONEOS                                |
| 183599 -       | 2003 UY39           | 16 octombrie 2003  | Kitt Peak           | Spacewatch                            |
| 183600 -       | 2003 UQ45           | 18 octombrie 2003  | Kitt Peak           | Spacewatch                            |